# Lana Clarkson
Lana Jean Clarkson (Long Beach, 5 aprile 1962 – Alhambra, 3 febbraio 2003) è stata un'attrice e modella statunitense.

## Biografia
Nata a Long Beach, in California, frequentò la Cloverdale High School e la Pacific Union College Preparatory School. Nel 1978 la sua famiglia si trasferì a Los Angeles ed in questo modo le si aprirono le porte per una carriera nel mondo dello spettacolo e come modella.
Nei primi anni 1980, Lana interpretò piccole parti in film e serie televisive. Nel 1983 recitò una piccola parte nel film Scarface, interpretando una ragazza che balla nel locale Club Babilonia.

## Morte
Il 3 febbraio 2003 Lana fu trovata morta colpita da un colpo d'arma da fuoco nel palazzo del produttore musicale Phil Spector. Spector dichiarò alla polizia che l'attrice si era suicidata impugnando la pistola. Il 29 maggio 2009, Phil Spector fu condannato per omicidio a 19 anni di reclusione nella prigione di stato della California.

## Filmografia

### Cinema
- Fuori di testa (Fast Times at Ridgemont High), regia di Amy Heckerling  (1982)
- L'ospite d'onore (My Favorite Year), regia di Richard Benjamin (1982)
- Deathstalker, regia di John Watson (1983)
- Brainstorm - Generazione elettronica (Brainstorm), regia di Douglas Trumball (1983)
- Scarface, regia di Brian De Palma (1983)
- Female Mercenaries, regia di John Mills (1983)
- Blind Date, regia di Nico Mastorakis (1984)
- La regina dei barbari (Barbarian Queen), regia di Héctor Olivera (1985)
- Donne amazzoni sulla luna (Amazon Women on the Moon), regia di Joe Dante e Carl Gottlieb (1987)
- Il regno dei malvagi stregoni (Wizards of the Lost Kingdom II), regia di Charles B. Griffith (1989)
- The Haunting of Morella, regia di Jim Wynorski (1990)
- Barbarian Queen II: The Empress Strikes Back, regia di Joe Finley (1990)
- Vice Girls, regia di Richard Gabai (1997)
- 9 settimane e ½ - La conclusione (Love in Paris), regia di Anne Grousand (1997)
- Little Man on Campus, regia di Morgan Lawley (2000) - cortometraggio
- March, regia di James P. Mercurio (2001)

### Televisione
- Tre cuori in affitto (Three's Company) – serie TV, 1 episodio (1983)
- I Jefferson (The Jeffersons) – serie TV, 1 episodio (1983)
- Brothers – serie TV, 1 episodio (1984)
- Mike Hammer – serie TV, 1 episodio (1984)
- Riptide – serie TV, 1 episodio (1984)
- Supercar (Knight Rider) – serie TV, 1 episodio (1984)
- Casalingo Superpiù (Who's the Boss) – serie TV, 1 episodio (1984)
- A-Team (The A-Team) – serie TV, 1 episodio (1985)
- George Burns Comedy Week – serie TV, 1 episodio (1985)
- Giudice di notte (Night Court) – serie TV, 2 episodi (1985-1990)
- Hotel – serie TV, 1 episodio (1986)
- Storie incredibili (Amazing Stories) – serie TV, 1 episodio (1986)
- Love Boat (The Love Boat) – serie TV, 1 episodio (1986)
- Nancy, Sonny & Co – serie TV, 1 episodio (1988)
- Wings – serie TV, 1 episodio (1992)
- Due poliziotti a Palm Beach (Silk Standings) – serie TV, 2 episodi (1993-1995)
- Mike Land - Professione detective (Land's End) – serie TV, 1 episodio (1996)
- Night Stand – serie TV, 1 episodio (1996)
- Road to Justice - Il giustiziere (Road to Justice) – serie TV, 1 episodio (2000)
- Black Scorpion – serie TV, 1 episodio (2001)
- James Dean - La storia vera (James Dean), regia di Mark Rydell – film TV (2001)